# Room 641A

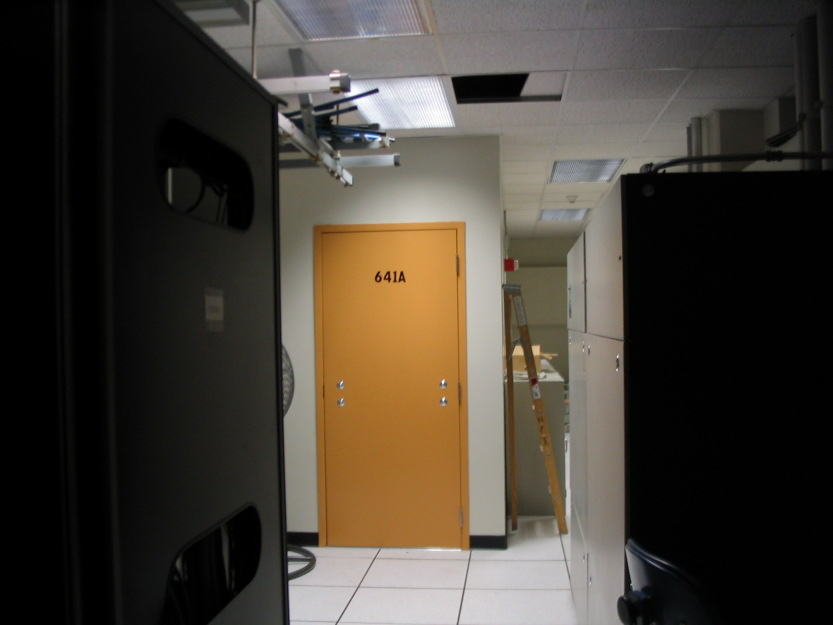
Fotografia de l'exterior de la Room 641

La Room 641HA (« sala 641HA ») és una instal·lació d'intercepció de telecomunicacions explotada per la societat AT&T per a la Nacional Security Agency (NSA) situada en un immoble de San Francisco. Va començar les seves operacions l'any 2003 i va ser descoberta a continuació feta pública per l'extècnic d'ATT Mark Klein l'any 2006. Instal·lada sobre un backbone Internet, filtra les dades « útils » en el marc del programa de vigilància electrònica de la NSA.

## Conseqüències
L'Electronic Frontier Foundation (EFF) va intentar un recurs contra AT&T el gener de 2006, acusant la societat de telecomunicacions d'haver violat la llei i la vida privada dels seus clients col·laborant amb la NSA en una vigilància il·legal massiva del tràfic internet amb un programa d'escolta electrònic i d'exploració de dades de comunicacions de ciutadans americans. Rebutjat per diversos jutges federals, la Cort suprema dels Estats Units va rebutjat estudiar l'afer.